# 跳駒
《跳駒》（日语：はね駒），NHK第36部晨間小說連續劇，1986年4月7日至10月4日播放。齊藤由貴主演。是一部成功的晨間小說連續劇。

## 概要
故事改編自著名劇作家寺內小春的同名劇本，主人公「橘玲」的人物原型是日本女性解放的先驅磯村春子（1877年3月16日－1918年1月31日，日本第一名女記者，任職於《報知新聞》，活躍於明治時代至大正初年，也是都市社會學者磯村英一的母親）。由當時偶像界人氣絕頂的齊藤由貴主演。
平均收視率達41.7%，最高收視率更是高達49.7%（Video Research在關東地方統計的數據）。 是一部收視率極高的晨間小說連續劇，與田中裕子主演的《阿信》、澤口靖子主演的《醬油的女兒阿香》並稱為1980年代最傑出的三部晨間小說連續劇。在全國都獲得極高的人氣和評價。

## 劇情
橘玲（齊藤由貴 飾）出身於明治維新前後一個普通的武士家庭，與祖父母、雙親、哥哥、妹妹一起生活。小玲14歲剛剛小學畢業，父母就想為她籌備婚事。但是小玲堅決不從，想繼續升學，於是與家人發生一系列的爭執。小玲的行為在詩人眼中十分「另類」，於是大家給她起了「跳駒」的外號（「跳駒」是福島的土語，原意是倔烈的小馬，這裡為「瘋姑娘」之意）。
小玲頂住了來自家庭和社會的巨大壓力，在傳教士松浪毅（澤田研二 飾）的幫助下，順利考上了仙台的東北女學校，經過數年的奮鬥，期間經歷成績不佳、家人離世、借金度日等困難，最後終於成為眾人矚目的女記者。
小玲以熱忱的行動力向著專業的記者形象前進，他用女性獨特的視角報導新聞。另一方面，要同時兼顧家庭和事業。故事的最後，小玲已經成長為第一線活躍記者。

## 製作
- 腳本：寺內小春
- 音楽：三枝成彰
- 演奏：C Company
- 製作：岡本由紀子
- 導演：岡本喜侑、菅野高至、大森青兒、末松緑朗、木田幸紀、二瓶亘、安本稔
- 旁白：細川俊之（最終回客串演出）（香港配音：馮永和）

## 登場人物
- 橘（小野寺）玲：齊藤由貴（香港配音：周婉侶）
- 小野寺源造（小玲的丈夫）：渡邊謙（原型為磯村春子丈夫，實業家磯村源透）（香港配音：林保全）
- 橘八重（小玲的母親）：樹木希林
- 橘弘次郎（小玲的父親）：小林稔侍
- 橘德右衛門（小玲的祖父）：山內明
- 橘琴（小玲的祖母）：丹阿彌谷津子
- 橘嘉助（小玲的哥哥）：柳澤慎吾
- 松浪毅（小玲女校時代的恩師，玲的初戀對象）：澤田研二（香港配音：張炳強）
- 高木綠（小玲的朋友，後來成為嘉助的妻子）：美保純
- 葛茲石松
- 綿引勝彥
- 花澤德衛
- 大方斐紗子
- 益岡徹
- 角野卓造
- 矢崎滋
- 岡本茉利
- 二谷友里惠
- 永島暎子
- 山谷初男
- 高橋瞳
- 白川由美
- 北村總一朗
- 佐藤B作
- 矢島健一
- 齊藤暁
- 地井武男
- 壤晴彥
- 松井範雄
- 石丸謙二郎
- 岡谷章子
- 安達美加

等

## 其它
澤田研二飾演松浪毅老師（主角小玲的初戀對象），角色十分具有人氣。故事中小玲離開女校之後，松浪毅的角色原定就再也不會出現。但是許多觀眾來信劇組表示擔心「角色不會再出現，因此會被殺掉」。劇組為了順應民意，在故事尾端安排角色再次出現與小玲重遇。
飾演小玲的母親的樹木希林，演技獲得極高的評價，翌年樹木獲得藝術選獎文部大臣賞。同年主演的齊藤由貴獲得文部大臣新人賞。一時成為「母女受賞」的佳話。